# ココストアイースト
株式会社ココストアイースト（英: Cocostore East Co.,Ltd.）は、かつて存在した北関東を中心とする東日本地域と沖縄県でコンビニエンスストア（CVS）「ココストア」のフランチャイズチェーンの運営統括を行っていた企業。
2008年（平成20年）3月までの店舗はホットスパーであったが、2008年（平成20年）4月より全ての店舗がココストアへ転換した。
2015年（平成27年）9月1日には株式会社ココストアに吸収合併され同社関東支店となった。さらに同年12月1日には株式会社ココストアが株式会社ファミリーマートに吸収合併されている。

## 歴史

### 創業からココストアの傘下入りまで
茨城県を地盤とする食品スーパー・カスミの事実上の創業者である神林照雄が、自分の経営するスーパーとの競合で衰退する小規模店との共存を考えていた際に、ヨーロッパのボランタリーチェーンのスパーを知り、1977年（昭和52年）12月に株式会社茨城県地区スパー本部を設立してボランタリーチェーン事業に乗り出したのが始まりである。
当初は生鮮食料品を中心に扱う小型スーパーマーケットの形態の店舗をボランタリーチェーンとして展開していたが、1985年（昭和60年）3月にコンビニエンスストアホットスパーの1号店開業して徐々にコンビニエンスストア形態の店舗の展開を始め、加盟店との契約形態も当初のボランタリーチェーンから1991年（平成3年）10月に導入したフランチャイズチェーンへ転換を図った。
1989年（平成元年）2月と7月に完全子会社化していた首都圏地域スパー本部株式会社と沖縄スパー本部株式会社の事業を1993年（平成5年）3月には吸収し、同年には加盟していた全日本スパー本部にコンビニエンスストア事業部を発足させて仕入や商品開発でスケールメリットの確保を目指し、1995年（平成7年）8月3日には株式を店頭公開するなど成長への基盤を固めたが、同年でも約770店舗のうち約500店舗がボランタリーチェーン形態となっていた。
この当時の約770店舗は同年2月末時点で1582店舗だった全日本スパー本部全体の店舗数の約半分に当たる圧倒的なものであり、全日本スパー本部の社長も当社の当時の親会社の前社長神林照雄から当時の社長で当社会長だった神林章夫に同年交代するなど全日本スパーグループの中核となっていた。
そのため1986年（昭和61年）9月から韓国スパー本部からの社員研修受入れを始めた際には当社が担当していた。
1995年（平成7年）からは株式公開で調達した約24億円を投じて本拠地の茨城県を中心に販売委託形の新店舗を出店して優位な立地の確保をすると共に旧タイプの店舗の販売力強化も目指したが、
加盟店オーナーから起こされた訴訟の影響で当時上場していたコンビニエンスストア4社中唯一1996年（平成8年）上期の店舗の増加数が前年実績を下回り、直営店の増加でコストがアップする一方で旧ボランタリーチェーン契約店を中心とした既存店が伸び悩んで同期のチェーン全店の売上利益は共に微増に留まった。
1997年（平成9年）7月28日には株式会社甲信ホットスパーを設立して長野県・山梨県でのコンビニエンスストアの展開に乗り出し、同年8月には薬事法改正を視野に調剤薬局を組み入れた複合型コンビニエンスストアを茨城県に開設するなど地域や業態面で新たな展開を進めた。
しかし、1998年（平成10年）2月期決算で既存店売上が約2.7%の減少になると共に年度中の閉店数が79店舗で新規出店の61店舗を上回って店舗数も844店舗へ純減となった上、直営店比率が約15%まで上昇したことなどの影響で約1.52億円の最終損失となって設立以来初の赤字に転じた。
この決算を受けて1999年（平成11年）2月期は店舗数を50店増やすと共に直営店をフランチャイズ店に切替えるなどして増収増益を目指すとしていたが、業績不振が続いたため1998年（平成10年）10月に社長解任して経営再建を進めることになり、大手コンビニエンスストアチェーンの店舗開発が当社の地盤である茨城県を含む北関東へ広がってきた影響で業績が伸び悩み、逆に期中に不採算店153店舗の閉鎖に追い込まれて店舗数の純減が続くことになると共に、約70.71億円の最終損失という大幅な赤字で2期連続の赤字となった。
それまでの事業展開の負の遺産を整理する一環として加盟店側に従来より優位な結果となってコンビニ・FC加盟店全国協議会などを結成して本部に集団で対応し始めた加盟店オーナーを結果的に勇気付けることになったものの、同年4月13日には店舗の明け渡しと同様の訴訟取り下げを条件に売掛債権・中途解約金などを一律に放棄する内容の和解が水戸地方裁判所土浦支部で成立させて当社の店舗数伸び悩みの切っ掛けとなった訴訟を終結させ、5月には元伊藤忠フランス社長を新社長に就任させるなど従来の路線を転換して経営再建を進めていった。
こうした成長の限界に対応すべく、2000年（平成12年）2月期には新たには焼きたてパンやチルド弁当などを導入し、2000年（平成12年）7月には千葉県船橋市や埼玉県浦和市（現在のさいたま市浦和区）にインストアベーカリーやイートインコーナーなどを設置してファーストフード関連を強化した都市型店舗の実験店を展開して首都圏での店舗拡充を目指すなどの対応を進めたが、2001年（平成13年）3月に盛田グループのココストアがカスミグループの所有する約46.29%を含む全株式を公開買付(TOB)で取得して資本・業務提携してその傘下に入ることとなった。

### ココストアの傘下入り後
2001年（平成13年）3月のココストアによる買収を受けてカスミグループを離脱してココストア傘下に入ったため、同年5月17日に社長と専務取締役が交代し、同年7月1日にはホットスパーコンビニエンスネットワークスへ社名も変更し、10月に新しいフランチャイズパッケージを確立したが、当社が中核となっていた全日本スパーグループの他のスパー本部との関係強化を目指していたため2007年（平成19年）まで全日本スパー本部に加盟し続けることになった。
その一方で、再建策として既存店のスクラップ&ビルドや直営店のフランチャイズ店化、茨城・埼玉・静岡・沖縄を重点とする新しい契約形態での店舗開発の推進、2002年（平成14年）には宮城地区スパー本部株式会社から事業譲渡、24時間営業化など店舗網の再編を進められた。
また、パン・菓子・ファーストフードを中心とした独自の商品やサービスの投入などココストアグループのスケールメリットを生かした商品開発や販売促進策の統一化、発注精度向上など店舗オペレーションの改善も進めて業績の改善を目指した。
しかし、改装や新店舗の出店など店舗網の再編が予定より遅れたため2003年（平成15年）2月期の黒字転換は実現しなかったが、2003年（平成15年）5月27日にココストアの役員が当社の社長に就任してココストアとの経営の一体化を一層進めて本部事務所をココストアの東京オフィスと統合し、ココストアが導入していた店内調理システム導入なども行い、2005年（平成17年）5月期の最終利益の黒字転換した。

### ココストアへのブランド変更
2007年（平成19年）11月14日に店舗名を全てココストアに変更する方針を発表し、同月29日に新規出店したココストア竜ケ崎川原代店から店舗名の切り替えを始め、2008年（平成20年）2月～3月の2ヵ月間で既存店419店舗の内外装もココストアに切り替え、全日本スパー本部から脱会して6月に社名も株式会社ココストアイーストへ変更した。
この店名変更が発表された時点での旧沖縄スパー本部株式会社をルーツとする沖縄県内の店舗数は102店舗を占めていた。
この当社のスパーグループからの脱退により、全日本スパーグループは加盟店が激減したため、2008年（平成20年）11月末で全日本スパー本部は国際スパー本部との契約を解消して2009年（平成21年）2月末の総会で清算となり、国際スパー本部と直接契約を継続することになった北海道スパーを除く他の各地区本部はスパーとしての事業からは撤退して日本でのスパーの事業が事実上終了することになった。
2010年（平成22年）4月下旬からチルド弁当の販売を始めたほか、同年5月から店内で調理する弁当・惣菜を扱うココデクックを導入している42店舗で冷凍成形生地を使った店内焼きたてパンの販売を始めるなどココストアグループのノウハウを生かした新商品の投入による既存店の活性化が進められている。

## 沿革
- 1977年（昭和52年）12月[3] - 茨城県地区スパー本部株式会社設立[2]（茨城県土浦市東中貫町）。
- 1978年（昭和53年）8月[4] - ボランタリーチェーン[3]1号店を土浦市に開店[4]。
- 1980年（昭和55年）5月 - 社名を関東地域スパー本部株式会社に変更[4]。
- 1982年（昭和57年）11月 - 土浦チルドセンターを茨城県土浦市に開設[4]。
- 1985年（昭和60年）3月 - コンビニエンスストアホットスパーの1号店開業[4]。
- 1986年（昭和61年）
  - 8月 - 沖縄スパー本部株式会社がコンビニエンスストアホットスパーの1号店開業[33]。
  - 9月 - 韓国スパー本部からの社員研修受入れを開始[9]。
- 1989年
  - 2月 - 沖縄スパー本部株式会社を完全子会社化[4]。
  - 5月 - 全店POS導入完了[4]。
  - 7月 - 忠実屋子会社の首都圏地域スパー本部株式会社を譲受し完全子会社化[4]。
- 1991年（平成3年）
  - 9月 - 社名を株式会社カスミコンビニエンスネットワークスに変更[4]。
  - 10月 - ボランタリーチェーンからフランチャイズチェーンに移行開始[4]。
- 1993年（平成5年）3月 - 首都圏地域スパー本部株式会社と沖縄スパー本部株式会社の事業を吸収[6]。
- 1995年（平成7年）
  - 8月3日 - 株式を店頭公開[3]。
  - 10月 - 東京都内の加盟店主から、カスミコンビニエンス側が示した売上予測を大きく下回り、出店費用の損失を被ったとして損害賠償を求める提訴をされる。

その後「被害者の会」が結成され、1998年までに売掛債権の放棄を求める訴訟が相次ぐ（14件）。一方カスミコンビニエンス側も反訴の形で未収金や中途解約金の損害賠償請求訴訟（17件）を起こし「カスミコンビニ訴訟」に発展。
- 1997年（平成9年）7月28日 - 甲信越地域スパー本部のホットスパー事業を譲り受け、株式会社甲信ホットスパーを設立[12]。
- 1998年（平成10年） - 甲信ホットスパーを吸収統合。
- 1999年（平成11年）
  - 2月迄 - 不採算店153店舗を閉鎖[17]。
  - 4月13日 - 「カスミコンビニ訴訟」で、店舗の明け渡しと同様の訴訟取り下げを条件に、売掛債権・中途解約金などを一律に放棄する内容の和解が水戸地裁土浦支部で成立[19][37]。

CVSのFC契約を巡る訴訟としては画期的な和解案とされ、九州のニコマートなど他CVSのFC契約を巡る同様の訴訟においても本部側が譲歩する形で和解が成立した[38]。
- 2001年（平成13年）
  - 3月 - 株式会社ココストアが株式公開買付けを実施し、カスミが株式売却に応諾してコンビニ事業から撤退して、株式会社ココストアと業務資本提携[8]。
  - 7月1日 - 社名を株式会社ホットスパーコンビニエンスネットワークスに変更[23]。
  - 10月 - 株式会社ケイアンドシーを設立し[4]、ココストア持株が譲渡される。
  - 甲信地方から撤退。
- 2002年（平成14年）
  - 2月 - 宮城地区スパー本部株式会社からコンビニエンスストア事業を営業譲受[4]。
  - 5月 - 株式会社イズミックに株式会社ケイアンドシーが保有する株式会社ホットスパーコンビニエンスネットワークス株式の全部を譲渡し、完全子会社化。株式会社ケイアンドシー解散。
- 2003年（平成15年）12月 - 店内調理店舗（ホットスパーキッチン）第1号店を沖縄県で開始。
- 2004年（平成16年）
  - 2月 - 店内調理店舗（ホットスパーキッチン）関東第1号店舗を茨城県で開始。
  - 株式会社エブリワンとエリアフランチャイズ契約を締結し、沖縄県での新店開発を同社に委託[39]。ただし同県内の既存店は引き続きホットスパーコンビニエンスネットワークスが運営。
- 2006年（平成18年）6月 - ココストアに吸収合併され、新たに同名の事業会社を会社分割で設立。
- 2007年（平成19年）
  - 11月14日 - 「ココストア」へのブランド統一する方針を表明[32]。
  - 11月29日 - ココストアで初の新規出店[32]。
- 2008年（平成20年）
  - 3月 - 運営する全店舗の「ココストア」への転換を完了[34]。
  - 6月 - 株式会社ココストアイーストに社名変更[4]。
  - 11月 全日本スパー本部が国際スパー本部との契約を解消[35]。
- 2009年（平成21年）2月28日 - 全日本スパー本部を清算[35]。
- 2010年（平成22年）
  - 4月 - チルド弁当の販売を開始[36]。
  - 5月 - 冷凍成形生地を使った店内焼きたてパンの販売を開始[36]。
- 2015年（平成27年）
  - 9月1日 - 株式会社ココストアに吸収合併され同社関東支店となった[40]。
  - 12月1日 - 株式会社ココストアが株式会社ファミリーマートに吸収合併され、解散。